# ویتفیلد ۱۲۸۶۳
سیارک ۱۲۸۶۳ (به انگلیسی: 12863 Whitfield، نامگذاری:1998KE48) دوازده هزار و هشتصد و شصت و سومین سیارک کشف شده‌است که در ۲۲ مه ۱۹۹۸ کشف شد.
قدر مطلق سیارک برابر ۱۵.۵ است.